# Conseil des ministres du Vanuatu
Le Conseil des ministres du Vanuatu (en anglais Council of Ministers of Vanuatu) est l'organe exécutif du gouvernement de la République du Vanuatu.
Son fonctionnement répond essentiellement aux principes du système de Westminster, même si l'appellation « Conseil des ministres » renvoie plutôt au modèle français. La Constitution du Vanuatu (Art. 37(1)) dispose que « [l]e Premier ministre et le Conseil des ministres sont investis du pouvoir exécutif du Peuple, lequel s'exerce dans les conditions prévues par la Constitution ou par la loi ». Le nombre de ministres (inclus le Premier d'entre eux) ne doit pas « excéder un quart du nombre de membres du Parlement » (Art. 38(2)), c'est-à-dire 13 personnes. Le Premier ministre, élu par ses pairs députés, nomme les autres ministres parmi les membres du Parlement (Art. 40(1)). De plus, « [l]e Conseil des ministres est solidairement responsable devant le Parlement » (Art. 41(1)). Le Premier ministre (et donc dans ce cas l'ensemble du Conseil des ministres) ainsi que chaque ministre individuellement peuvent être démis de leurs fonctions par une motion de censure au Parlement, et cessent d'être Premier ministre ou ministre s'ils perdent leur siège de député ; là aussi, il s'agit d'une incorporation à la Constitution de conventions constitutionnelles britanniques,. 
L'actuel Conseil des ministres a été formé par Sato Kilman le 4 septembre 2023. 